# Hilarion Lefuneste
Hilarion Lefuneste est un personnage de bande dessinée, de la série humoristique Achille Talon, créé en 1963 par Greg pour le journal Pilote.

## Caractéristiques du personnage
Il est le voisin détesté d'Achille Talon. D'abord présent dans des gags d'une, puis deux pages, Lefuneste devient un héros plus proche de Talon dans des aventures en albums complets.
Lefuneste est le stéréotype du voisin exaspérant, mesquin et ignorant (malgré des qualités d'éloquence certaines), totalement dépourvu d'imagination, de générosité et d'élégance. Petit et malingre, avec un visage rond souligné par une énorme paire de lunettes et une petite moustache en brosse (Greg s'est inspiré de ses propres traits pour camper ce personnage), il est toujours vêtu d'un gilet et coiffé d'une casquette plate. Ses opinions politiques se révèlent quand, dans l'album Viva Papa !, Lefuneste est choisi comme représentant par un délégué du Parti communiste français.
On a ainsi affaire à la fois au duo comique classique constitué d’un personnage maigre et d’un personnage gras, qu’on retrouve, entre autres, avec Don Quichotte et Sancho Pança, Laurel et Hardy ou San Antonio et Bérurier, et au duo d’un personnage bourré de défauts et d’un autre plus sympathique, comme Modeste et son voisin râleur Ducrin (ou son voisin casse-pieds Dubruit) ou comme Fantasio et Gaston Lagaffe.
Même si Talon et Lefuneste ne se supportent pas, ils ne peuvent pas davantage se passer l'un de l'autre. « Leur relation trouve finalement un certain équilibre autour d’une acceptation réciproque systématiquement remise en cause mais jamais rompue ».